# Marek Kawa
Marek Kawa (Opole; 22 de Julho de 1975 — ) é um político da Polónia. Ele foi eleito para a Sejm em 25 de Setembro de 2005 com 6346 votos em 21 no distrito de Opole, candidato pelas listas do partido Liga Polskich Rodzin.